# Peristéra
Peristéra är en ort i Grekland.   Den ligger i prefekturen Trikala och regionen Thessalien, i den centrala delen av landet, 260 km nordväst om huvudstaden Aten. Peristéra ligger 163 meter över havet och antalet invånare är 239.
Terrängen runt Peristéra är varierad. Runt Peristéra är det ganska tätbefolkat, med 75 invånare per kvadratkilometer. Närmaste större samhälle är Trikala, 14,4 km sydost om Peristéra. Trakten runt Peristéra består till största delen av jordbruksmark.